# Louis Gaudinot
Louis J. Gaudinot (Yonkers, 28 de agosto de 1984) é um lutador estadunidense de MMA, que atualmente compete na categoria Peso Mosca do Ultimate Fighting Championship. Gaudinot foi campeão peso mosca do Ring of Combat e foi um dos participantes do The Ultimate Fighter 14.

## Background
Gaudinot começou a treinar artes marciais com Tiger Schulmann em Hoboken, New Jersey quando ele tinha apenas seis anos. A princípio, ele treinava Karatê Kyokushin e ao longo do tempo começou a treinar luta agarrada. Gaudinot é 4º dan em Faixa Preta no Karatê.

## Carreira no MMA

### Início no MMA
Após treinar durante muitos anos, em 2008, Gaudinot fez sua estreia no MMA amador. Ele obteve um cartel amador de 3-1 até se tornar profissional em 2009.

### Ring of Combat
Gaudinot assinou com o Ring of Combat de Nova Jérsei para competir em abril de 2009. Sua estreia foi no Ring of Combat 24 contra Chris Aquino. Gaudinot controlou todo o combate e acabou vencendo por decisão unânime após dois rounds de quatro minutos.
Gaudinot lutou no card do Ring of Combat 25 e obteve sua primeira derrota como profissional após perder por decisão unânime para Nick Cottone.
No Ring of Combat 26, Gaudinot se recuperou da derrota para Cottone com um nocaute técnico no segundo round contra Jeff Cressman. Dois meses depois Gaudinot estava novamente em ação, e mais uma vez estava lutando no card do Ring of Combat. No Ring of Combat 27, ele realizou sua primeira luta de três rounds e venceu por decisão unânime contra Nate Williams.
Gaudinot enfrentou Tuan Pham no Ring of Combat 28, vencendo por nocaute no primeiro round. A impressionante vitória deu a Gaudinot a chance de lutar pelo título vago Peso Mosca do Ring of Combat. Sua luta pelo título foi contra Jesse Riggleman no Ring of Combat 31. Gaudinot dominou o combate e venceu por finalização (guilhotina) no primeiro round.

### The Ultimate Fighter
Em 2011, Gaudinot assinou com o UFC para competir no The Ultimate Fighter: Team Bisping vs. Team Miller. No primeiro episódio, Gaudinot enfrentou o irlandês Paul McVeigh; vencendo por nocaute técnico no terceiro round. A vitória deu a Gaudinot o direito de entrar na casa do TUF. Ele foi selecionado para integrar o Time Bisping no reality-show.
Gaudinot enfrentou o lutador do Time Mayhem, Dustin Pague. Gaudinot perdeu no segundo round por finalização (mata leão). The fight also won Gaudinot and Pague an additional $25,000 for the fan voted "Fight of the Season".

### Ultimate Fighting Championship
Gaudinot fez sua estreia no UFC em dezembro de 2011 no The Ultimate Fighter 14 Finale contra Johnny Bedford. Gaudinot perdeu para Bedford por nocaute técnico no terceiro round.
Gaudinot retornou à categoria Peso Mosca e enfrentou o ex-campeão peso galo do Jungle Fight, John Lineker, no UFC on Fox: Diaz vs. Miller. A luta passou para Peso Casado após Lineker não atingir o peso. Gaudinot venceu Lineker por finalização (guilhotina) no segundo round. Ambos os lutadores conquistaram o bônus de Luta da Noite.
Gaudinot era esperado para enfrentar Darren Uyenoyama no UFC on FX: Browne vs. Pezão.  No entanto, Gaudinot foi forçado a se retirar do card após sofrer uma lesão e foi substituído pelo estreante Phil Harris.
Gaudinot enfrentou Tim Elliott em agosto de 2013 no UFC 164. Ele perdeu por decisão unânime.
Gaudinot enfrentou Phil Harris no UFC Fight Night: Gustafsson vs. Manuwa. Ele venceu a luta por finalização no primeiro round. No entanto, o resultado foi mudado para No Contest após Gaudinot falhar no teste anti-doping.
Gaudinot era esperado para enfrentar Patrick Holohan em 4 de Outubro de 2014 no UFC Fight Night: MacDonald vs. Saffiedine. No enanto, uma lesão o retirou da luta, sendo substituído por Chris Kelades.
Ele agora é esperado para enfrentar Kyoji Horiguchi em 3 de Janeiro de 2015 no UFC 182.

## Títulos e realizações

### Mixed martial arts
- Ring of Combat
  - Campeão Peso Mosca do Ring of Combat Flyweight (Uma vez)
- Ultimate Fighting Championship
  - Fight da Temporada (The Ultimate Fighter 14) vs. Dustin Pague
  - Luta da Noite (Uma vez) vs. John Lineker

## Cartel no MMA
| Cartel no MMA   |            |            |
| 10 lutas        | 6 vitórias | 3 derrotas |
| Por nocaute     | 2          | 1          |
| Por finalização | 2          | 0          |
| Por decisão     | 2          | 2          |
| No contest      | 1          | 1          |

| Res.    | Cartel  | Oponente         | Método                               | Evento                                 | Data       | Round | Tempo | Local                       | Notas                                                  |
| ------- | ------- | ---------------- | ------------------------------------ | -------------------------------------- | ---------- | ----- | ----- | --------------------------- | ------------------------------------------------------ |
| Derrota | 6–4 (1) | Kyoji Horiguchi  | Decisão (unânime)                    | UFC 182: Jones vs. Cormier             | 03/01/2015 | 3     | 5:00  | Las Vegas, Nevada           |                                                        |
| NC      | 6–3 (1) | Phil Harris      | Sem Resultado                        | UFC Fight Night: Gustafsson vs. Manuwa | 08/03/2014 | 1     | 1:13  | Londres                     | Havia vencido por finalização; foi pego no antidoping. |
| Derrota | 6–3     | Tim Elliott      | Decisão (unânime)                    | UFC 164                                | 13/08/2013 | 3     | 5:00  | Milwaukee, Wisconsin        |                                                        |
| Vitória | 6–2     | John Lineker     | Finalização técnica (guilhotina)     | UFC on Fox: Diaz vs. Miller            | 05/05/2012 | 2     | 4:54  | East Rutherford, New Jersey | Peso casado (127 lbs); Luta da Noite                   |
| Derrota | 5–2     | Johnny Bedford   | Nocaute técnico (joelhadas no corpo) | The Ultimate Fighter 14 Finale         | 03/12/2011 | 3     | 1:58  | Las Vegas, Nevada           | Estreia no Peso Galo                                   |
| Vitória | 5–1     | Jessie Riggleman | Finalização (guilhotina)             | Ring of Combat 31                      | 24/09/2010 | 1     | 4:43  | Atlantic City, New Jersey   | Ganhou o Cinturão Vago Peso Mosca do Ring Of Combat    |
| Vitória | 4–1     | Tuan Pham        | Nocaute (soco)                       | Ring of Combat 28                      | 19/02/2010 | 1     | 1:09  | Atlantic City, New Jersey   |                                                        |
| Vitória | 3–1     | Nate Williams    | Decisão (unânime)                    | Ring of Combat 27                      | 20/11/2009 | 3     | 4:00  | Atlantic City, New Jersey   |                                                        |
| Vitória | 2–1     | Jeff Cressman    | Nocaute técnico (socos)              | Ring of Combat 26                      | 11/09/2009 | 2     | 0:24  | Atlantic City, New Jersey   |                                                        |
| Derrota | 1–1     | Nick Cottone     | Decisão (unânime)                    | Ring of Combat 25                      | 12/06/2009 | 2     | 4:00  | Atlantic City, New Jersey   |                                                        |
| Vitória | 1–0     | Chris Aquino     | Decisão (unânime)                    | Ring of Combat 24                      | 17/04/2009 | 2     | 4:00  | Atlantic City, New Jersey   |                                                        |